# 维克托·乔巴努
维克托·乔巴努（羅馬尼亞語：Victor Ciobanu，1992年10月7日—），摩尔多瓦男子摔跤运动员。他曾代表摩尔多瓦参加2015年和2019年欧洲运动会摔跤比赛，其中2019年欧洲运动会获得一枚铜牌。